# Marcela Roggeri
Marcela Roggeri es una pianista clásica argentina nacida en Buenos Aires.

## Biografía
Cuando tenía 12 años, comenzó a estudiar con Ana, la madre de Bruno Gelber, antes de pasar directamente a ser discípula del afamado pianista.
A los 17 años dio su primer concierto en el Teatro Coliseo de Buenos Aires, una parte recital y la otra con orquesta.
A los 23 años se trasladó a Montecarlo para seguir estudiando con Bruno Gelber, tocando frecuentemente juntos y presentando conciertos a dos pianos.
En Argentina, Roggeri estudió teatro con Norman Briski, y luego vivió en Singapur, donde conoció a su marido y dejó de dar conciertos por un tiempo.
Se trasladó a París y continuó sus estudios con Germaine Dévèze, alumna de Marguerite Long, con quién Gelber había estudiado.
Roggeri, quien reside habitualmente en Londres, ha tocado junto a solistas de la talla de Ophèlie Gaillard, Katarina Jovanovic, Marina Chiche, Magali Lèger y Florent Héau, y ha actuado como solista con la Filarmónica de Buenos Aires, la Filarmónica de Florida, la Filarmónica de Montpellier, el Ensemble Orchestral de París, la Camerata Europea, o la Orquesta de Cámara del Báltico entre otras orquestas.
Su repertorio habitual es reflejo de su formación académica, con un toque de eclecticismo, con obras que van desde Scarlatti a Gubaidulina, de Soler a Copland, y en el que también figuran los compositores sudamericanos Villa-Lobos, Ginastera, Guastavino, Ariel Ramírez y Piazzolla. 
Ha grabado para algunas de las discográficas europeas más prestigiosas. 
En enero de 2006 recibió, en Francia, el premio "Revelación Internacional del Año" en los premios "Victoires de la Musique Classique".